# Eupolycope
Eupolycope is een geslacht van kreeftachtigen uit de klasse van de Ostracoda (mosselkreeftjes).

## Soorten
- Eupolycope arenicola (Hartmann, 1954) Chavtur, 1981
- Eupolycope bahamaensis (Kornicker, 1959) Chavtur, 1981
- Eupolycope coralligena (Bonaduce, Ciliberto, Masoli, MinichelLi & Pugliese, 1982) Chavtur, 1991
- Eupolycope denticulata (Bonaduce, Masoli, Minichelli & Pugliese, 1980) Chavtur, 1991
- Eupolycope difficilis (Klie, 1936) Chavtur, 1981
- Eupolycope dispar (Mueller, 1894) Chavtur, 1981
- Eupolycope frequens (Mueller, 1894) Chavtur, 1981
- Eupolycope hartmanni (Barbeito-Gonzalez, 1971) Chavtur, 1991
- Eupolycope kurilensis (Chavtur, 1977) Chavtur, 1979
- Eupolycope maculata (Mueller, 1894) Chavtur, 1981
- Eupolycope marci (Hartmann, 1954) Chavtur, 1981
- Eupolycope microdispar (Hartmann, 1954) Chavtur, 1981
- Eupolycope occidensnuda Howe & McKenzie, 1989
- Eupolycope onkophora (Hartmann, 1954) Chavtur, 1981
- Eupolycope orientalis Chavtur, 1983
- Eupolycope ovalis (Bonaduce, Ciliberto, Masoli, MinichelLi & Pugliese, 1982) Chavtur, 1991
- Eupolycope parma Chavtur, 1983
- Eupolycope pellucida Chavtur, 1979
- Eupolycope pnyx Kornicker & Iliffe, 1995
- Eupolycope pseudoputjatini (Chavtur, 1977) Chavtur, 1981
- Eupolycope putjatini (Chavtur, 1977) Chavtur, 1981
- Eupolycope quadrata (Bonaduce, Masoli, MinichelLi & Pugliese, 1980) Chavtur, 1991
- Eupolycope quasisymmetrica (Hartmann, 1974) Chavtur, 1991